# Ligdia plumbosa
Ligdia plumbosa là một loài bướm đêm trong họ Geometridae.